# Emotet
Emotet és un programari maliciós (malware) i una operació de delictes informàtics basada aparentment a Ucraïna. El malware, també conegut com a Heodo, fou detectat per primer cop el 2014 i considerat com una de les amenaces més importants de la dècada. El 2021, els servidors utilitzats per Emotet van ser controlats per una acció conjunta de la policia d'Alemanya i Ucraïna i portats sota control judicial.
Les primeres versions d'Emotet funcionaven com un troià dirigit a robar credencials bancàries a partir de servidors infectats. Durant 2016 i 2017, operadors Emotet, coneguts també amb el nom de Mealybug, van actualitzar el troià tot reconfigurant-lo per a treballar principalment com a "carregador" (loader), un tipus de programari que obté accés a un sistema i permet els seus operadors fer altres descarregues (payloads) addicionals. Les descarregues segones poden ser qualsevol tipus de codi executable, mòduls propis d'Emotet o malware desenvolupat per altres "cyberbandes".
La infecció inicial dels sistemes sovint procedia a través d'un macro virus com a fitxer adjunt d'un correu electrònic. El correu electrònic infectat és una resposta, a un missatge anterior enviat per la víctima, que sembla legítima.
Els autors d'Emotet han utilitzat el malware per a crear un botnet d'ordinadors infectats als quals venien accés en un model d'Infraestructure-as-a-service (IaaS), conegut a comunitat de cyberseguretat com a MaaS (Malware-as-a-Service), Cybercrime-as-a-Service (CaaS), o Crimeware. Emotet s'empra per a llogar accés a ordinadors infectats en operacions de ransomware, com els de la banda Ryuk.
El setembre de 2019, Emotet operava sobre tres botnets separats anomenats Epoch 1, Epoch 2, i Epoch 3.
El juliol de 2020, les operacions d'Emotet van ser detectades globalment, infectant les seves víctimes amb TrickBot i Qbot, els quals roben credencials bancàries i s'estenen dins les xarxes. Algunes de les campanyes d'spam contenien documents maliciosos amb noms com "forma.doc" O "factura.doc". Segons investigadors de seguretat, els documents maliciosos llançaven un script de Windows PowerShell per a procedir amb les carregues de fitxers de pàgines web malicioses i d'altres màquines infectades.
El novembre de 2020, Emotet va utilitzar dominis aparcats per a distribuir càrregues.
El gener de 2021, l'acció internacional coordinada d'Europol i Eurojust va permetre a la policia el control de la infraestructura Emotet. L'acció va ser acompanyada amb diverses detencions a Ucraïna.

## Infeccions destacables
- Allentown, Pennsilvània, Estats Units (2018)[14][15]
- Heise Online, editorial basada a Hannover, Alemanya (2019)[6]
- Kammergericht Berlín, alt tribunal de l'estat de Berlín, Alemanya (2019)[16][17]
- Universitat Humboldt de Berlín, Alemanya (2019)[18]
- Universität Gießen, Alemanya (2019)[19]
- Departament de Justicia de Quebec (2020)[20]
- Govern de Lituania (2020)[21]